# Leo-Center
Das Leo-Center ist ein 1973 eröffnetes Einkaufszentrum mit über 90 Geschäften auf 27.000 m² in Leonberg, einer Stadt mit rund 50.000 Einwohnern im Landkreis Böblingen in Baden-Württemberg. Betreiber ist das Hamburger Unternehmen ECE.

## Einkaufszentrum

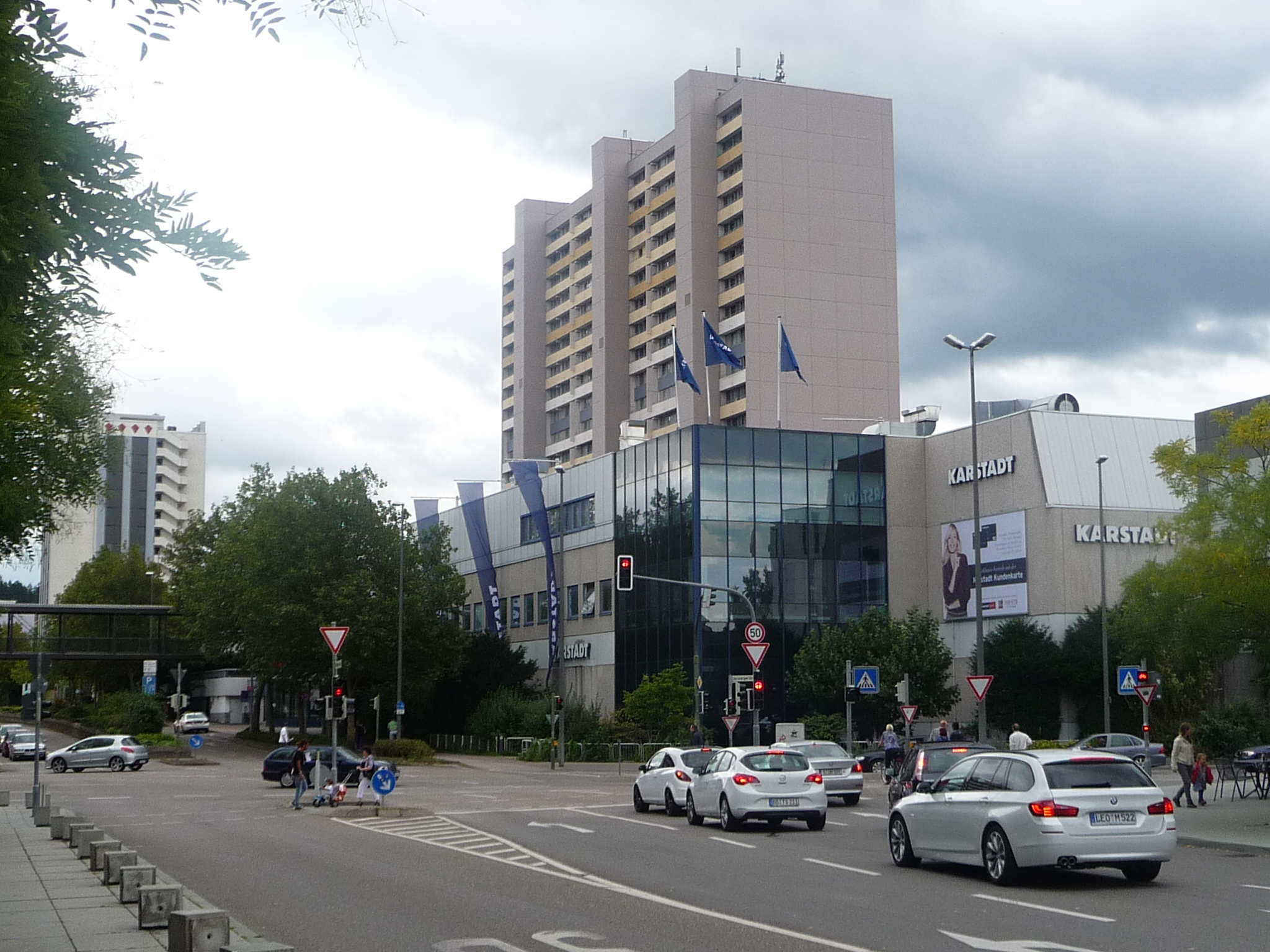
Das Leo-Center an der Römerstraße

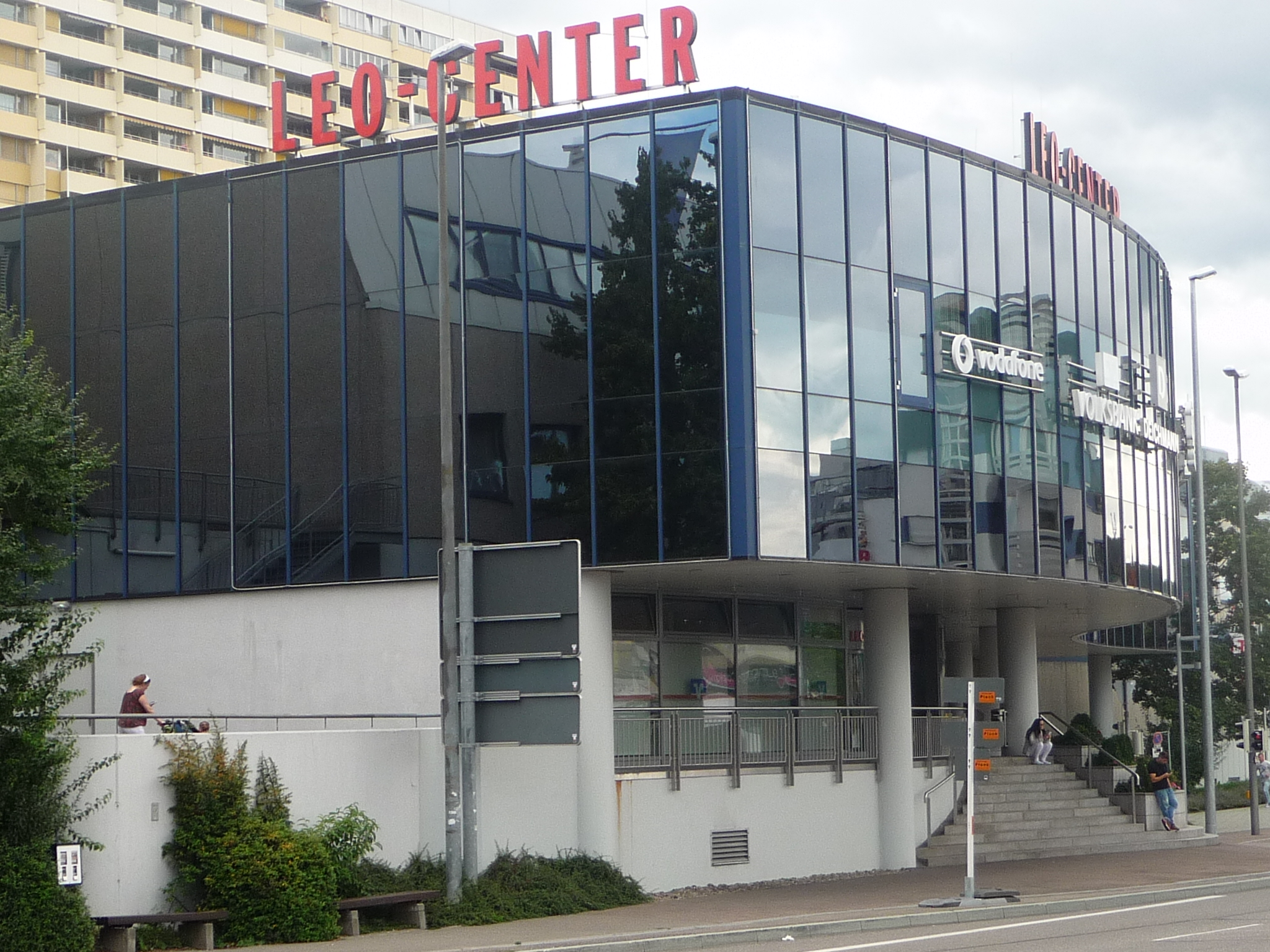
Eingang am Neuköllner Platz

Das Leo-Center befindet sich im bisweilen „Neue Stadtmitte“ genannten Gebiet von Leonberg. Nach vier Jahren Bauzeit wurde das Leo-Center im Jahr 1973 eröffnet und ist seitdem ein zentraler Punkt der Stadt. Zwischen 1994 und 1995 wurde die Verkaufsfläche modernisiert und grundlegend umstrukturiert. Auf insgesamt 27.000 Quadratmetern befinden sich 90 Geschäfte, einen Großteil machen Modeläden sowie das Galeria-Warenhaus aus. Weitere namhafte Unternehmen wie Saturn und dm sind ebenfalls vertreten. Des Weiteren gibt es eine Apotheke, Opikergeschäfte, Frisöre, Niederlassungen von Telekommunikationsunternehmen, einen Edeka-Markt, einige Cafés und eine große Anzahl sonstiger Geschäfte. Seit Mai 2019 befindet sich zudem die Haupfiliale der Post im Leo-Center.

## Aufbau
Das Einkaufszentrum besteht aus einem Erdgeschoss und einer darüber verlaufenden Etage. Außerdem existiert ein Untergeschoss, welches von Edeka und Saturn genutzt wird. Das integrierte Galeria-Warenhaus verteilt sich sogar auf vier Geschosse. Das Obergeschoss des Einkaufscenters bietet eine geringere Nutzfläche als das Erdgeschoss, da es aus einem offenen Atrium besteht. Zwischen beiden Gängen in der oberen Etage sind Übergänge geschaffen worden, welche vorwiegend von Cafés genutzt wurden.

## Infrastruktur und Lage
Das Einkaufszentrum liegt zentral am Neuköllner Platz in der sog. Neuen Stadtmitte.
Neben dem Einkaufszentrum befinden sich zwei große Parkhäuser, welche 1100 Parkplätze für Kunden bieten. Zugänge zu den Parkhäusern bestehen von beiden Verkaufsebenen, ebenso ist ein unterirdischer Durchgang bei Edeka vorhanden. Zwölf Buslinien halten direkt am Leo-Center. Der Bahnhof von Leonberg ist etwa einen Kilometer entfernt.